# Connect (FlowBackのアルバム)
『Connect』（コネクト）は、FlowBackのミニ・アルバム。2020年6月10日にキューンミュージックよりリリースされた。

## 概要
- FlowBack初となるコラボレーションアルバムで、5組のアーティストがプロデュース・提供した曲が収録されている[2]。
- 初回生産限定A（CD+Blu-ray）、初回生産限定B（CD+DVD）、通常盤の3形態で発売[2]。

- FlowBackは2019年11月より今作と同タイトルである「Connect」という対バンツアーを行っていたが、開催時期が発売よりも前であることからも明白であるように、今作のレコ発ツアーではない。しかしツアー後にコラボレーションアルバムを作成することは当初より計画しており、一部の収録曲はツアーと並行して制作・レコーディングしていた。[3]
  - 今作の発売は、ツアーファイナル後である2020年3月15日実施のインスタライブにて発表された。
  - 2020年2月2日に人見記念講堂にて行われたツアーのファイナル公演には、RunをプロデュースしたFIVE NEW OLD、Dramatic LoverをプロデュースしたDa-iCE・工藤大輝の兄であるclaquepotも参加していた。
- 当初2020年5月20日に発売される予定だったが、新型コロナウイルス感染拡大の影響により、6月10日に延期となった。[4]

## 収録内容

### CD
1. k n o c k [ h e a r t ] (3:08)
作詞・作曲：Yosh
  - Survive Said The ProphetのVo.Yoshが提供。
  - JUDAIがSurvive Said The Prophetのファンであることからオファーが決まった。
  - 読み方は「knock on my heart」。heartの前後にある［］を身体に見立て、身体の中に心があることを表している。[5]
  - FlowBack初となる全編英語詞の曲である。
2. Dramatic Lover (3:17)
作詞：Taiki Kudo / ラップ詞：JUDAI / 作曲：Taiki Kudo・Sebastian Thott
  - FlowBackとかねてより親交の深いグループ・Da-iCEの工藤大輝がプロデュースした。
  - FlowBack公式YouTubeチャンネルにて、リリックビデオ、Dance Practiceが公開されている。
3. MUKIDASHIラブ (3:02)
作詞：HIROKI / ラップ詞:JUDAI / 作曲：NAOTO
  - ORANGE RANGEのHIROKIがプロデュースを担当し、NAOTOが作曲を担当した。
  - FlowBackはコンセプトミニアルバム・SUMMER TRIP（2018年リリース）にて、イケナイ太陽をカバーしており、公式YouTubeチャンネルで公開されたDancePracticeは300万再生(2020年6月当時)を達成している。それがスタッフづてにORANGE RANGEのメンバーに伝わり、今回のオファーに繋がった。
4. side effects (3:02)
作詞：JUDAI / 作曲：KSUKE
  - DJ・KSUKEがプロデュースを担当した。
  - KSUKEにオファーしたのはREIJIの発案だという。
  - 作詞はJUDAIが担当した。FlowBackの曲の多くのラップ詞はJUDAIによるものだが、すべての歌詞を担当したのは今作が初。
5. Run (3:41)
作詞：Hiroshi Nakahara 作曲：FIVE NEW OLD
  - FIVE NEW OLDがプロデュースを担当した。
  - 公式YouTubeチャンネルにてShort ver.のMVが公開されている。新型コロナウイルス感染拡大防止の非常事態宣言を受け、メンバー各自の自宅で撮影を行い、TATSUKIが監督を務めた。FlowBackのMVをTATSUKIが監督するのは今作が初。

### Blu-ray
初回生産限定Aにのみ付属。
2019年10月9日に行われた“FlowBack LIVE TOUR 2019「do not hesitate ～0人ライブ～」”を収録。

### DVD
初回生産限定Bにのみ付属。
今作のジャケット・アー写撮影時のメイキング及び2020年2月2日に人見記念講堂にて行われた対バンツアーConnectファイナル公演の舞台裏を収録。